# Alex Ely
Alexandre „Alex” Ely (Mogi das Cruzes, 1938. február 9. – 2021. szeptember 28.) amerikai válogatott brazil labdarúgó, középpályás, edző.

## Pályafutása
1959 és 1965 között az amerikai Ukrainian Nationals labdarúgója volt, de közben 1960-ban a New York Americans, 1961–62-ben a Toronto Roma, 1964–65-ben a Toronto City csapataiban is szerepelt. 1965 és 1972 között a Santos játékosa volt. 1972-ben az amerikai Philadelphia Spartans, 1973–74-ben a Delaware Wings labdarúgója volt. Az aktív játékot a Philadelphia United German-Hungarians együttesében fejezte be.
1960 és 1965 között négy alkalommal szerepelt az Egyesült Államok válogatottjában.